# Entelecara klefbecki
Entelecara klefbecki là một loài nhện trong họ Linyphiidae.
Loài này thuộc chi Entelecara. Entelecara klefbecki được Albert Tullgren miêu tả năm 1955.